# Terry Pheto
Moitheri Pheto (Evaton, 11 de mayo de 1981) es una actriz sudafricana, reconocida por interpretar el papel principal de Miriam en la laureada película de 2005 Tsotsi.

## Carrera

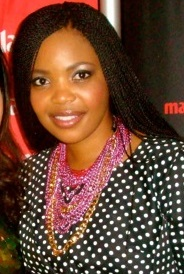
Pheto en 2013

Luego de debutar en la película Tsotsi, Pheto apareció en otras producciones cinematográficas como Atrapa el fuego (2006), Adiós Bafana (2007) y How to Steal 2 Million (2012). Ha figurado en series de televisión como Justice for All (como Lerato), Zone 14 (como Pinky Khumba) y Jacob's Cross, como Mbali.
En julio de 2008 Pheto fue elegida como el rostro de la marca L'Oréal, además de aparecer en las páginas de revistas como Destiny, Vanity Fair, Drum, You/Huisgenoot, Y-Magazine, Bona, Heat, Elle, Cosmopolitan, Marie Claire y True Love.

## Filmografía
- Tsotsi (2005)
- Atrapa el fuego (2006)
- Day and Night (2006)
- Adiós Bafana (2007)
- Mafrika (2008)
- The Bold and the Beautiful (2011)
- How to Steal 2 Million (2012)
- Mandela: Long Walk to Freedom (2013)
- Cuckold (2015)
- A United Kingdom (2016)
- Madiba (2017)
- What's The Deal (2018-)

## Premios y nominaciones
- Premios de la Academia del Cine Africano
  - 2012, Mejor actriz de reparto: How to Steal 2 Million[4]